# Maškovice (Povrly)
Maškovice (německy Maschkowitz) jsou zaniklá osada v okrese Ústí nad Labem. Nacházela se v Českém středohoří dva kilometry severozápadně od Roztok. Zanikla vysídlením po druhé světové válce.

## Název
Název osady je odvozen z osobního jména Mašek ve významu ves lidí Maškových. V historických pramenech se název objevuje ve tvarech: Masskowicze (1512), „w Masskowicze“ (1552), Masskowicze (1654) a Machkowitz (1833).

## Historie
První písemná zmínka o Maškovicích pochází z roku 1512. Vesnice zanikla vysídlením po roce 1960, ale zachovalo se z ní několik domů.

## Přírodní poměry
Maškovice stojí v katastrálním území Český Bukov v nadmořské výšce okolo 410 metrů. Oblast se nachází v Českém středohoří, konkrétně jeho okrsku Ústecké středohoří. V Quittově klasifikaci podnebí se místo nachzí v mírně teplé oblasti MT9, pro kterou jsou typické průměrné teploty −3 až −4 °C v lednu a 17–18 °C v červenci. Roční úhrn srážek dosahuje 650–750 milimetrů, počet letních dnů je 40–50, počet mrazových dnů se pohybuje mezi 110 až 130 a sněhová pokrývka zde leží 60–80 dnů v roce.
Přímo v osadě roste památný strom Maškovická lípa a poblíž východního okraje Maškovický tis.

## Obyvatelstvo
Při sčítání lidu v roce 1921 zde žilo 36 obyvatel (z toho dvanáct mužů) německé národnosti a římskokatolického vyznání. Podle sčítání lidu z roku 1930 měla vesnice 34 obyvatel: jednoho Čechoslováka, 32 Němců a jednoho cizince. Všichni byli římskými katolíky.
|           | 1869 | 1880 | 1890 | 1900 | 1910 | 1921 | 1930 | 1950 | 1961 |
| --------- | ---- | ---- | ---- | ---- | ---- | ---- | ---- | ---- | ---- |
| Obyvatelé | 45   | 39   | 37   | 30   | 30   | 36   | 34   | 31   | 4    |
| Domy      | 5    | 5    | 5    | 5    | 5    | 5    | 5    | 5    | .    |

## Obecní správa a politika
Maškovice bývaly osadou obce Český Bukov, ale při sčítání lidu v roce 1961 patřily k Povrlům. Jako část obce byly administrativně zrušeny k 1. červenci 1980.